# لویال آندروود
لویال آندروود (انگلیسی: Loyal Underwood؛ ۶ اوت ۱۸۹۳ – ۳۰ سپتامبر ۱۹۶۶) بازیگر اهل ایالات متحده آمریکا بود.
از فیلم‌هایی که وی در آن نقش داشته‌است، می‌توان به کنت، زندگی سگی، دوش‌فنگ، سانی‌ساید، خوشی یک روز، روز پرداخت حقوق، زائر، روشنی‌های صحنه، مهاجر و پروفسور اشاره کرد.